# King Camp Gillette

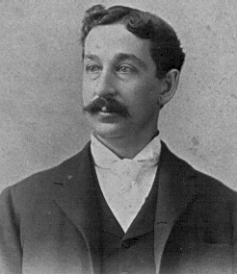
King C. Gillette

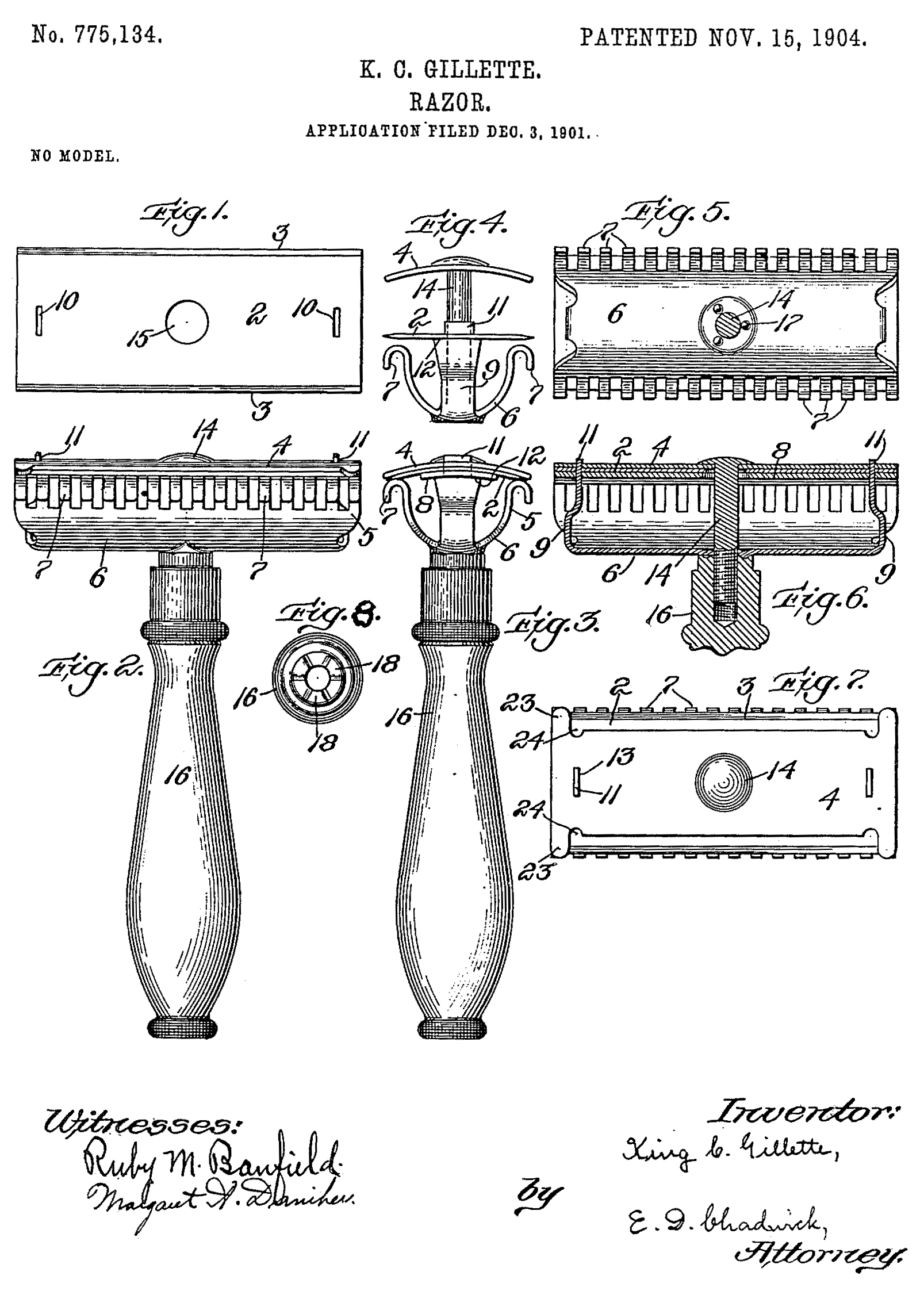
Gillettes Rasierapparat-Patent vom 15. November 1904

King Camp Gillette (* 5. Januar 1855 in Fond du Lac, Wisconsin; † 9. Juli 1932 bei Los Angeles) war ein amerikanischer Erfinder, der für die Erfindung der Einwegrasierklinge bekannt ist.

## Leben
King Gillette war viele Jahre als Handelsreisender unterwegs. Im Alter von 40 Jahren war es ein spontaner Einfall bei der morgendlichen Rasur: Er skizzierte einen Rasierhobel mit einer Klinge, die man nicht zu schleifen brauchte. Dabei verwendete er ein dünnes Stück Stahl, das auf beiden Seiten geschliffen ist und einmal gewendet werden kann, um es anschließend wegzuwerfen und ein neues zu kaufen.
Gillette hatte sich, wie sein Vorbild William Painter, der Erfinder des Kronkorkens, einen Wegwerfartikel des täglichen Gebrauchs ausgedacht. Es dauerte noch weitere sechs Jahre, bis er 1901 einen Partner gefunden hatte, der in der Lage war, die von ihm erdachten Rasierklingen herzustellen. Im selben Jahr gründete er The Gillette Company, die im Jahr 1903 die Produktion aufnahm. Im ersten Jahr wurden 168 Klingen verkauft, im Jahr darauf waren es bereits rund 90.000 Rasierer sowie 123.000 Klingen.
1917 gab die US-Regierung mit einer Bestellung von 36 Millionen Rasierklingen für die im Ersten Weltkrieg kämpfenden US-Soldaten dem Unternehmen Auftrieb.
Gillette wurde im Juni 1901 ein Mitglied im Bund der Freimaurer, er gehörte abwechselnd den Logen Adelphi Lodge in Quincy (Massachusetts) und der Columbian Lodge in Boston an.
Gillette verfolgte einige Ideen des utopischen Sozialismus und veröffentlichte zwei Bücher: The Human Drift (1894) und World Corporation (1910). King Camp Gillette starb 1932 noch vor der Zeit elektrischer Rasierapparate.